# Tetropium pilosicorne
Tetropium pilosicorne är en skalbaggsart som beskrevs av Linsley 1935. Tetropium pilosicorne ingår i släktet Tetropium och familjen långhorningar. Inga underarter finns listade i Catalogue of Life.